# Louis Silvestre II

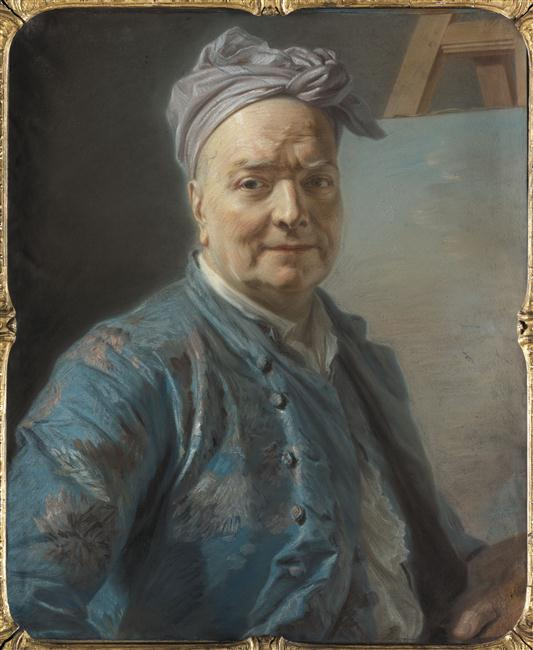
Ritratto di Louis de Silvestre eseguito da Maurice Quentin de La Tour (1753)

Louis (de) Silvestre II, o Sylvestre (Sceaux, 23 giugno 1675  (o 1676) – Parigi, 11 aprile 1760), è stato un pittore francese.

## Biografia

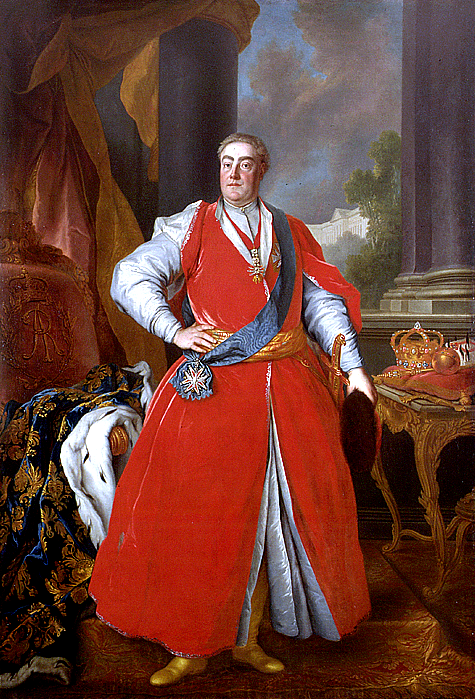
Augusto III di Polonia in costume polacco (1737 circa)

Figlio di Israel Silvestre, da cui apprese i rudimenti dell'arte, si formò alla scuola di Charles Le Brun e Bon Boullogne. Nel 1694 partecipò al Prix de Rome, ma non vinse. Visitò comunque Roma, dove conobbe Carlo Maratta, Venezia, la Lombardia ed il Piemonte. Ritornato a Parigi, divenne membro dell'Accademia reale di pittura e scultura nel 1702 con l'opera Formazione dell'uomo da Prometeo. Nel 1704 ne divenne assistente professore e nel 1706 professore.  Operò principalmente a Parigi e, tra il 1716 ed il 1741, a Dresda e Varsavia, essendo divenuto primo pittore del re Augusto II di Polonia. Nel 1726 fu nominato direttore dell'Accademia di pittura di Dresda. Nel 1741 entrò a far parte della nobiltà, divenendo quindi Louis de Silvestre, e nel 1748 richiese l'autorizzazione per rientrare in patria, dove successe ad Antoine Coypel nella direzione dell'Accademia reale di pittura e scultura. Luigi XV gli concesse una pensione di 1000 corone e un appartamento al Louvre. Espose al Salon nel 1750 e nel 1757.
Louis Silvestre si dedicò soprattutto alla rappresentazione di soggetti religiosi e mitologici e all'esecuzione di ritratti.
A Parigi ricevette importanti commissioni per chiese cittadine, come una serie di nove scene dalla Vita di San Benedetto, che evidenziano il suo legame con la tradizione di Eustache Le Sueur e la similarità di stile con Jean Jouvenet. Mentre la vasta composizione San Pietro e il paralitico (1703), realizzata per la Cattedrale di Notre-Dame, come pure il Mosè salvato dalle acque (1708) rivelano reminiscenze del classicismo di Nicolas Poussin. Di diversa ispirazione sono invece le sue opere di soggetto mitologico, fortemente influenzate dallo stile di Charles de La Fosse (Apollo e Dafne, Perseo e Andromeda). Le opere realizzate per la corte sassone non furono purtroppo risparmiate dalla furia della Seconda guerra mondiale. Sono giunti ai nostri giorni parecchi suoi ritratti, realizzati nella tradizione di Hyacinthe Rigaud e Nicolas de Largillière, come ad esempio quelli dei membri della casa di Sassonia e dell'alta società di Dresda e Varsavia. Nella vasta produzione di opere di Silvestre si possono perciò notare vari tipi di influssi stilistici, che però raramente furono sintetizzati in modo originale.
Furono suoi allievi Giovanni Battista Casanova e Gottlieb Friedrich Riedel.

## Alcune opere
- Augusto III di Polonia in costume polacco, olio su tela, 1737 circa, Gemäldegalerie Alte Meister, Dresda
- Ritratto di Maria Giuseppa d'Austria in costume polacco, olio su tela, 158 × 120 cm, 1737, Lipsia[6]
- Ritratto di Maria Giuseppa d'Austria, olio su tela, 1719[7]
- Ritratto di Maria Amalia di Sassonia in costume polacco, olio su tela, 181 × 260 cm, 1738, Museo del Prado, Madrid[8]
- Ritratto di Heinrich von Brühl, olio su tela, 1750 circa, Museo del Palazzo Wilanów, Varsavia[9]
- Ritratto del principe Michał Fryderyk Czartoryski, olio su tela, 83 × 66,5 cm, 1741, Museo nazionale di Varsavia[10]
- Diana scopre la gravidanza di Callisto[11]
- Psiche è accolta nell'Olimpo[12]
- Ritratto di Augusto III di Polonia, olio su tela, 118 × 114 cm, dopo il 1733, Museo del Palazzo Wilanów, Varsavia[13]
- Ritratto di Johann Georg, Cavaliere di Sassonia, olio su tela, 155 x 121 cm, 1744, Gemäldegalerie Alte Meister, Dresda[14]
- Scena mitologica con Apollo e Dafne, olio su tela, 78 × 67 cm, prima del 1760, Fondazione Eva Kablin, Rio de Janiero[15]
- Cristo su una croce formata da nuvole, olio su tela, 73 x 52 cm, 1734, Gemäldegalerie Alte Meister, Dresda[16]